# Reacție xantoproteică

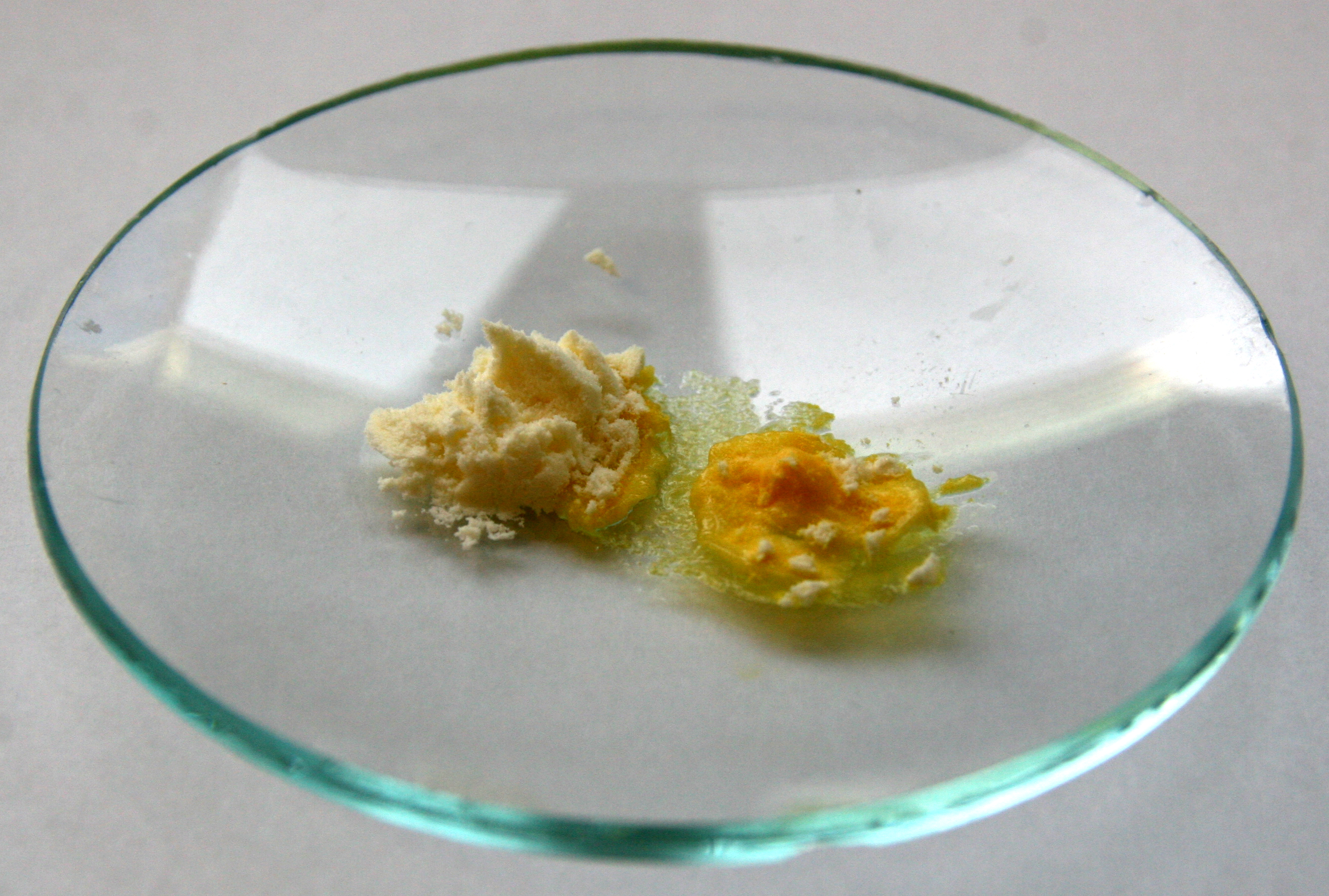
Produșii reacției xantoproteice prezintă colorația galbenă specifică.

Reacția xantoproteică este o reacție chimică prin intermediul căreia se poate determina prezența și cantitatea de proteină (dar doar proteinele care conțin aminoacizi aromatici) dintr-o anumită soluție. Reacția se realizează cu ajutorul acidului azotic concentrat. Reacția este pozitivă și pentru aminoacizii care conțin grupe aromatice, cu precădere pentru tirozină. Se consideră că testul este pozitiv dacă apare o colorație specifică, galbenă, datorată produșilor reacției de nitrare a aminoacizilor aromatici (tirozina, triptofanul, fenilalanina).

## Exemplu
Un exemplu de reacție xantoproteică este reacția de nitrare a tirozinei: